# Son Čche-jong
Son Čche-jong, (korejsky 손채영, anglický přepis Son Chae-young nebo Son Chaeyoung), známá jako Chaeyoung, je jihokorejská zpěvačka, modelka, tanečnice a rapperka, od roku 2015 je členkou jihokorejské dívčí skupiny Twice.

## Život a kariéra

### 1999–2012: dětství
Narodila se 23. dubna 1999 v Soulu v Jižní Koreji. Chaeyoung navštěvovala Hanlim Multi Art School, společně s další členkou Twice Tzuyu, a absolvovala ji v roce 2019. Od útlého věku se zajímala o umění. Začínala jako modelka pro dětský časopis.

### 2013–2015: aktivity před debutem aSixteen
Ve čtrnácti letech se po absolvování dvou kol konkurzů připojila jako praktikantka k JYP Entertainment. Před debutem s Twice se objevila ve videoklipech od GOT7 a Miss A.
Chaeyoung se v roce 2015 zúčastnila televizní reality show Sixteen. Jako jedna z devíti úspěšných soutěžících se připojila k nově vytvořené dívčí skupině Twice.

### 2015–současnost: debut v Twice a sólové aktivity
20. října 2015 Twice oficiálně debutovaly s vydáním jejich prvního EP The Story Begins. Působí zde jako hlavní rapperka.
10. června 2025 společnost JYP Entertainment oznámila, že se Chaeyoung připravuje na svůj sólový debut. Vydání jejího debutového studiového alba Lil Fantasy Vol. 1 je naplánováno na 12. září 2025.

## Filmografie

### Televizní pořady
| Rok  | Název       | Síť  | Role             | Poznámky                                   | Reference |
| ---- | ----------- | ---- | ---------------- | ------------------------------------------ | --------- |
| 2015 | Sixteen     | Mnet | Soutěžící        | Skončila na 6. místě                       | [ 11 ]    |
| 2019 | Battle Trip | KBS  | Součást obsazení | společně s Tzuyu a Dahyun, epizody 141–142 | [ 12 ]    |

### Hostování
| Rok  | Název                     | Síť     | Role | Poznámky                                  | Reference |
| ---- | ------------------------- | ------- | ---- | ----------------------------------------- | --------- |
| 2016 | Suwon K-pop Super Concert | SBS MTV | Host | společně s Kim Hee-chulem, Zhou Mi a Momo | [ 13 ]    |